# Григорий Презвитер
Григорий Презвитер е български духовник и преводач от кръга на цар Симеон I Велики (893 – 927).
Името на Григорий е известно най-вече по надслова на един от разделите в т.нар. „Архивски Хронограф“, руски ръкописен сборник от XV в.: „Книги на Божия Стар завет, разкриващи образите на Новия завет, които са истинни, преведени от гръцки език на славянски при българския княз Симеон, син на Борис, от Григорий, презвитер мних на всички църковници на Българските църкви, по заповед на същия книголюбец княз Симеон, по-добре да се нарече боголюбец“. Григорий е бил презвитер мних („презвитер“ значи „свещеник“, а "мних, значи „съдия“, Бог е върховният съдия на всички християни, а римският папа на всички католици) и е заемал висока духовна длъжност – съдия на всички църковници на Българските църкви. Освен в тях подобен текст е известен и в други руски летописи, като в „Летопис Переславля Суздалски“, „Супрасалски летописец“, "В Допускането, той да е споменатият в Бориловия синодик български патриарх Григорий е несъстоятелно, тъй като той е живял по времето на Борис, Симеон и Петър, а в последните години от живота си е живял и в Киевска Рус, като съветник на Великата Княгиня Олга, което е съобщено в „Книга за церемониите“ на император Константин Багренородни за неин придружаващ по време на визитата ѝ през 955 г.
Бележката в Архивския Хронограф предхожда книги 5 – 7 от хрониката на Йоан Малала и четирите старозаветни Книги на царете. Освен тях сборникът съдържа библейското Осмокнижие (Битие, Изход, Левит, Числа, Второзаконие, Исус Навин, Съдии, Рут), „История на Юдейската война“ от Йосиф Флавий, откъси от библейската Книга на Йов и от хрониката на Георги Амартол. Неясно е кои от тези съчинения са преведени лично от Григорий. Предполага се обаче, че той е бил съставителят на голям старобългарски сборник, целящ да обхване човешката история от „сътворението на света“ насетне и преработен по-късно в Русия.
Някои учени приписват на Григорий и група запазени също в руски преписи поучителни слова, чиито заглавия съдържат името „Григорий черноризец“ или „Григорий мних“.

## Памет
На Григорий Мних е наречена улица в квартал „Драгалевци“ в София (Карта).

## Изследвания
- Георгиев, Е. Разцветът на българската литература в IX-Х в. С., 1962, 299 – 303
- Пеев, Д. Заглавката на Григорий, презвитер мних на всички църковници на българските църкви, и Именникът на българските ханове Архив на оригинала от 2014-04-21 в Wayback Machine.. – Littera et Lingua: Електронно списание за хуманитаристика, 7, 2007.